# Wintershall
Wintershall est une société spécialisée dans le secteur énergétique. Elle est une filiale de BASF.
1. ↑  Pressearchiv 20. Jahrhundert (organisation), [lire en ligne], consulté le 1er juillet 2021.